# Kamil Bełz
Kamil Bełz (ur. 2 kwietnia 1986) – polski lekkoatleta, dyskobol.
W latach 2005–2006 zawodnik Unii Hrubieszów, od 2007 startuje w barwach AZS AWF Biała Podlaska. Srebrny medalista mistrzostw Polski (2010). Kontrola antydopingowa przeprowadzona w trakcie mistrzostw kraju (8 lipca 2010) wykazała w jego organizmie środek o nazwie Beta-methylphenylethylamin (o składzie chemicznym podobnym do amfetaminy). Komisja Wyróżnień, Dyscypliny i Zwalczania Dopingu PZLA podjęła w listopadzie 2010 decyzję o dwuletniej dyskwalifikacji zawodnika (od dnia kontroli), tym samym utratę medalu.

## Rekordy życiowe
- rzut dyskiem – 61,98[2]/61,00 (2010)
- pchnięcie kulą – 19,19 (2010)